# Carmen Machi
Carmen Machi (ur. 7 stycznia 1963 w Madrycie) – hiszpańska aktorka filmowa i teatralna.
Po latach pracy w teatrze, zagrała w serialu telewizyjnym 7 vidas. Wystąpiła także w tak głośnych filmach, jak Porozmawiaj z nią (2002), Volver (2006) i Jak zostać Baskiem (2014).